# Parathoracaphis setigera
Parathoracaphis setigera är en insektsart. Parathoracaphis setigera ingår i släktet Parathoracaphis och familjen långrörsbladlöss. Inga underarter finns listade i Catalogue of Life.